# Loggia del Consiglio
La loggia del Consiglio, conosciuta anche con il nome di loggia di Fra Giocondo dal nome del frate umanista Giovanni Giocondo, che a lungo si è creduto essere il progettista dell'edificio, è un episodio significativo dell'architettura veronese della seconda metà del Quattrocento. La loggia, che si trova in piazza dei Signori, nel cuore di Verona, fu un edificio di rappresentanza voluto dai maggiorenti del Comune per le sedute del patrio Consiglio, e attualmente è sede degli uffici della Provincia di Verona.

## Storia e descrizione

### Ideazione ed edificazione
A partire dal 1451 il Comune di Verona cominciò la ricerca di un luogo adatto ad ospitare il suo Consiglio finché nel 1476, finalmente, deliberò la costruzione in piazza dei Signori di una loggia caratterizzata da colonne marmoree, che avrebbe sostituito un palazzo merlato. Quest'ultimo si trovava in cattive condizioni di conservazione e, inoltre, possedeva un prospetto avanzato verso la piazza e non allineato con l'edificio che si trovava a lato; per conciliare i nuovi canoni dell'architettura rinascimentale, si decise di retrocedere la facciata della nuova loggia, in modo da rimodellare l'antistante piazza e darle una forma regolare.
L'ideazione e costruzione dell'edificio è opera collettiva di umanisti e fabricatores veronesi, tra cui primeggia Daniele Banda, tuttavia la loggia nell'Ottocento venne erroneamente attribuita a Giovanni Giocondo, celebre frate architetto veronese, attivo perlopiù a Parigi, Venezia e Roma. Le decorazioni scultoree e pittoriche furono invece opera di alcuni artisti comacini, tra cui Alberto da Milano, Domenico da Lugo, Matteo Panteo detto Mazola, maestro Modesto e Beltramo da Valsolda. Questi affrescarono il prospetto (le facciate dipinte erano tipiche dell'architettura civile coeva veronese) e la coronarono con le statue dei cinque più famosi veronesi dell'antichità: Catullo, Vitruvio, Emilio Macro, Plinio il Vecchio e Cornelio Nepote.
I lavori terminarono nel 1493: il risultato conseguito rappresenta la rinascita umanista della città.

### Opere e restauri nei secoli successivi

La loggia intorno al 1860, quando mostrava ancora, in facciata, la pregevole scultura di Girolamo Campagna

Nei secoli successivi la struttura rimase sostanzialmente invariata, tuttavia furono affidati numerosi incarichi ad artisti locali per abbellire le sale interne. L'unica eccezione fu l'incarico dato dal Consiglio cittadino allo scultore Girolamo Campagna, nel 1606. Egli realizzò due altorilievi bronzei, uno raffigurante l'Angelo annunciante e l'altro la Vergine Annunciata, che furono collocati al centro della facciata; l'opera è stata definita la più importante scultura veronese dell'epoca, momento in cui il settore artistico era dominato dalla pittura. I bronzi furono rimossi solamente durante il restauro ottocentesco del complesso: dapprima furono spostati nella sala della musica del museo di Castelvecchio e successivamente esposti nel museo di San Francesco al Corso, presso la tomba di Giulietta.
Per quanto concerne, invece, le opere pittoriche, la prima fu quella richiesta nel 1566 ai pittori Bernardino India e Orlando Flacco. Si tratta di un quadro ancora situato nell'edificio, la Beata Vergine col Bambino, fra i Santi Zeno e Pietro Martire, che è raffigurata mentre riceve l'omaggio di Verona alla presenza di alcune personalità locali: Girolamo Verità, Onofrio Panvinio, Giovanni Battista da Monte (detto Montano) e Girolamo Fracastoro.

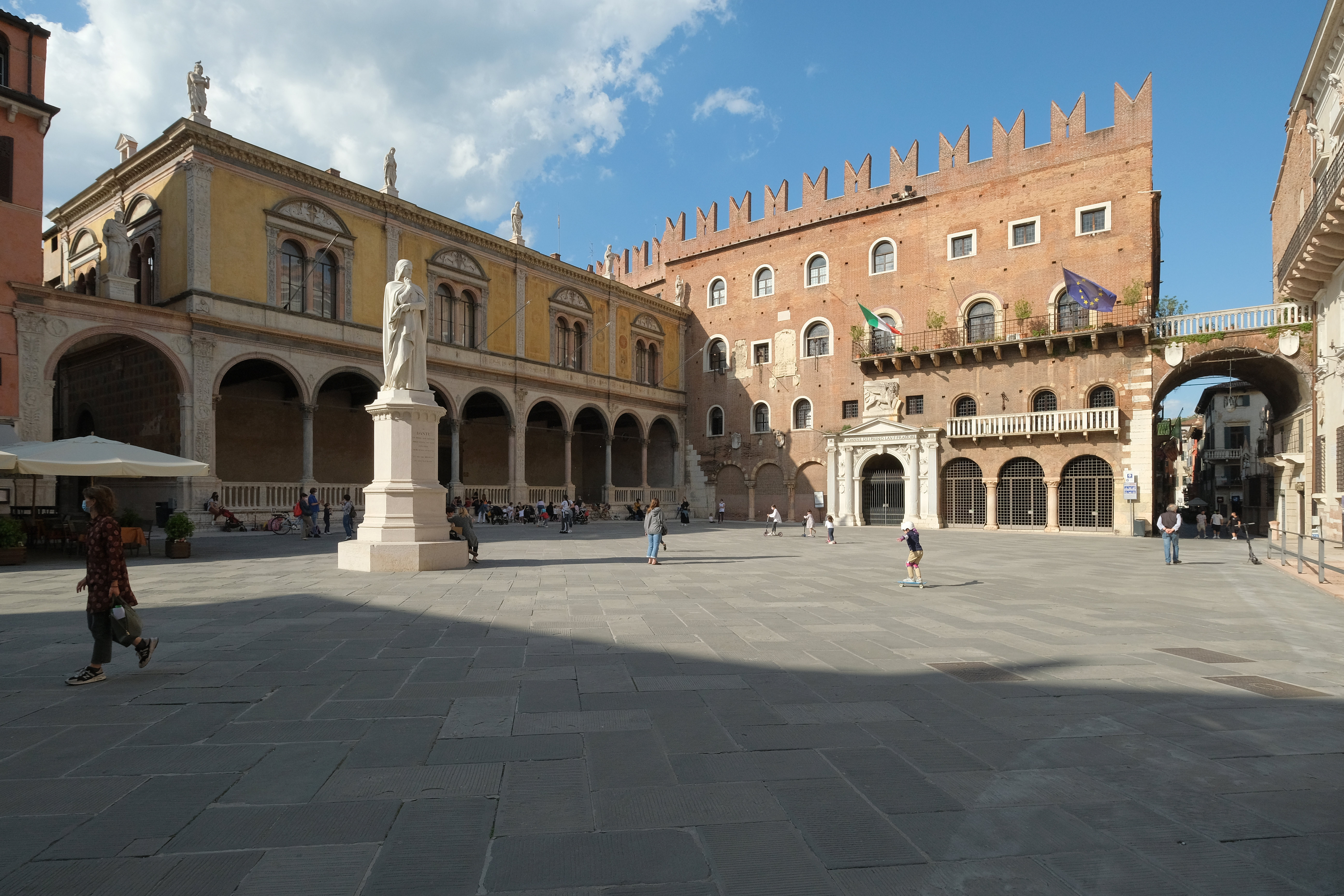
La loggia nel contesto di piazza dei Signori, con la statua di Dante in primo piano e il palazzo del Podestà sulla destra

Nella seduta del Consiglio dell'8 aprile 1595 fu invece deliberata una serie di commissioni per la realizzazione di opere pittoriche che descrivessero gli eventi illustri della città, tra cui la Dedizione di Verona a Venezia nel 1405, eseguita da Jacopo Ligozzi, e La consegna delle chiavi della città al provveditore Emo, affidata invece a Sante Creara. Tra le altre tele eseguite negli stessi anni (alcune spostate nei saloni della Gran Guardia, altre a palazzo Barbieri e alcune disperse), vi erano: La Vittoria dai Veronesi sul Barbarossa a Vacaldo nel 1164 di Paolo Farinati, del 1598; la Vittoria dei Veronesi sui Mantovani al ponte Molino nel 1199 di Orazio Farinati del 1603; la Battaglia notturna sul ponte delle Navi, tra Cangrande Il e il ribelle Fregnano nel 1354 di Pasquale Ottino.
Oltre ai lavori del Flacco, Ligozzi e Creara, si trova ancora nella loggia la tela Pomponio Trionfatore di Giambettino Cignaroli, commissionata nel 1750 dalla "Compagnia Nogarola" per decorare l'antisala del Consiglio. Sempre nel Settecento fu dato incarico a Felice Boscaratti di dipingere L'eruzione del Vesuvio, che però è stato successivamente depositato nei magazzini del museo di Castelvecchio. Quest'ultimo dipinto raffigura Plinio il Vecchio, ritenuto nativo di Verona, che assiste all'eruzione del Vesuvio, dal quale sarebbe stato poco dopo colpito.
Agli inizi dell'Ottocento la loggia cambiò destinazione e, fino al 1837, fu adibita a pinacoteca civica anche se, da come viene descritta da una relazione del Consiglio dello stesso anno, doveva apparire più come un deposito. L'edificio vide quindi l'esecuzione di una prima fase di lavori di restauro, in particolare all'interno, tra il 1820 e il 1838. Molto più estesi furono però quelli operati tra 1870 e 1874: fu in questa occasione che l'Annunciazione del Campagna venne trasferita, prima all'interno della loggia stessa, ai lati del portale, e poi in altri luoghi della città; inoltre, l'architetto Giacomo Franco progettò la protomoteca all'interno dell'edificio, che previde l'allestimento di 110 medaglioni, erme e busti in pietra di celebri veronesi.
Nel Novecento seguirono a intervalli piuttosto regolari interventi di restauro e consolidamento, tra cui significativo fu quello che portò allo spostamento della protomoteca all'interno della biblioteca civica di Verona.